# البراق (ذمار)
البراق هي إحدى قرى الجمهورية اليمنية. وهي تتبع جغرافيًا لمحافظة ذمار. وإداريًا لمديرية ميفعة عنس. يبلغ تعداد سكانها 1696 نسمة حسب الإحصاء الذي أجري عام 2004م.